# Dalarö

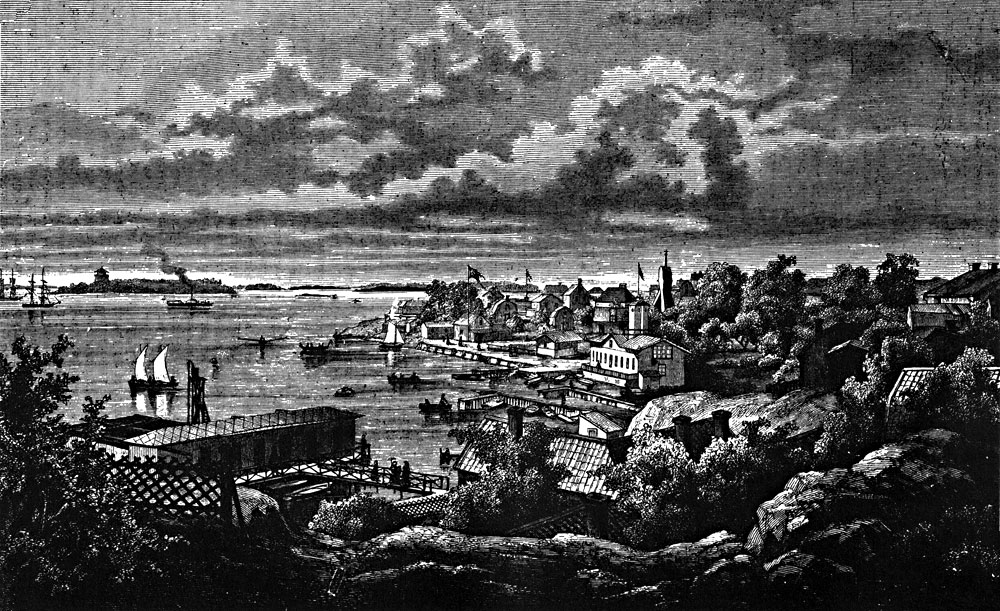
Dalarö 1871. Teckning av Carl Svante Hallbeck.

Dalarö är en tätort i Haninge kommun och en skärgårdsort i Stockholms södra skärgård, sommartid populär bland sommargäster och båtturister.

## Historia
Dalarö har som ort anor tillbaka till 1630-talet då det första tullhuset inrättades och ett samhälle växte upp kring detsamma. Orten är belägen vid stora farleden söderifrån in emot Stockholm. Under stormaktstiden fick man regelbundna flottbesök i samband med manövrar och krig, och en garnison var förlagd till den närbelägna Dalarö skans. Garnisonen lades ned 1854, och istället etablerade sig Dalarö som en exklusiv badort med hotell, restauranger och småbåtshamn. År 1849 öppnade ett kallbadhus och ett par år senare ett varmbadhus.

### Administrativa tillhörigheter
Dalarö var och är kyrkby i Dalarö socken och ingick efter kommunreformen 1862 i Dalarö landskommun. I denna inrättades för orten 22 december 1876 Dalarö municipalsamhälle som upplöstes 31 december 1951 när kommunen utökades.

### Befolkningsutveckling
| Befolkningsutvecklingen i Dalarö 1900–2020                                                                                                | Befolkningsutvecklingen i Dalarö 1900–2020 | Befolkningsutvecklingen i Dalarö 1900–2020 | Befolkningsutvecklingen i Dalarö 1900–2020 | Befolkningsutvecklingen i Dalarö 1900–2020 |
| --- | ------------------------------------------ | ------------------------------------------ | ------------------------------------------ | ------------------------------------------ |
| |                                            |                                            |                                            |                                            |
| År |                                            |                                            | Folkmängd                                  | Areal (ha)                                 |
| 1900 | 1900                                       |                                            | 566                                        | †                                          |
| 1960 | 1960                                       |                                            | 523                                        |                                            |
| 1965 | 1965                                       |                                            | 534                                        |                                            |
| 1970 | 1970                                       |                                            | 537                                        |                                            |
| 1975 | 1975                                       |                                            | 542                                        |                                            |
| 1980 | 1980                                       |                                            | 620                                        |                                            |
| 1990 | 1990                                       |                                            | 654                                        | 142                                        |
| 1995 | 1995                                       |                                            | 822                                        | 142                                        |
| 2000 | 2000                                       |                                            | 1 015                                      | 145                                        |
| 2005 | 2005                                       |                                            | 1 190                                      | 167                                        |
| 2010 | 2010                                       |                                            | 1 199                                      | 168                                        |
| 2015 | 2015                                       |                                            | 1 849                                      | 615                                        |
| 2020 | 2020                                       |                                            | 1 915                                      | 606                                        |
| Anm.: 2015 uppgick småorterna Malmen-Kolbotten, Smådalarö och Schweizerdalen i denna tätort † Befolkning runt ett municipalsamhälle 1900. |                                            |                                            |                                            |                                            |

## Byggnader och anläggningar (urval)
- Dalarö tullhus
- Eva Bonniers sommarhus
- Lyngsåsa
- Dalarö kyrka
- Dalarö societetshus
- Klappbryggan i Dalarö
- Djupvik
- Anders Franzéns sjöbod
- Schweizerdalen

## Kommunikationer
Från Dalarö Brygga utgår reguljär båttrafik till Utö och Ornö med kringliggande öar. Strax söder om Dalarö ligger ön Jutholmen. Strax norr om Dalarö finns Smådalarö.
Landvägen kan man åka med SL buss 839 till Handenterminalen, för vidare färd mot Stockholm alternativt SL buss 869 direkt till Gullmarsplan.

## Bilder

Byggnader (byggnadsminnen)
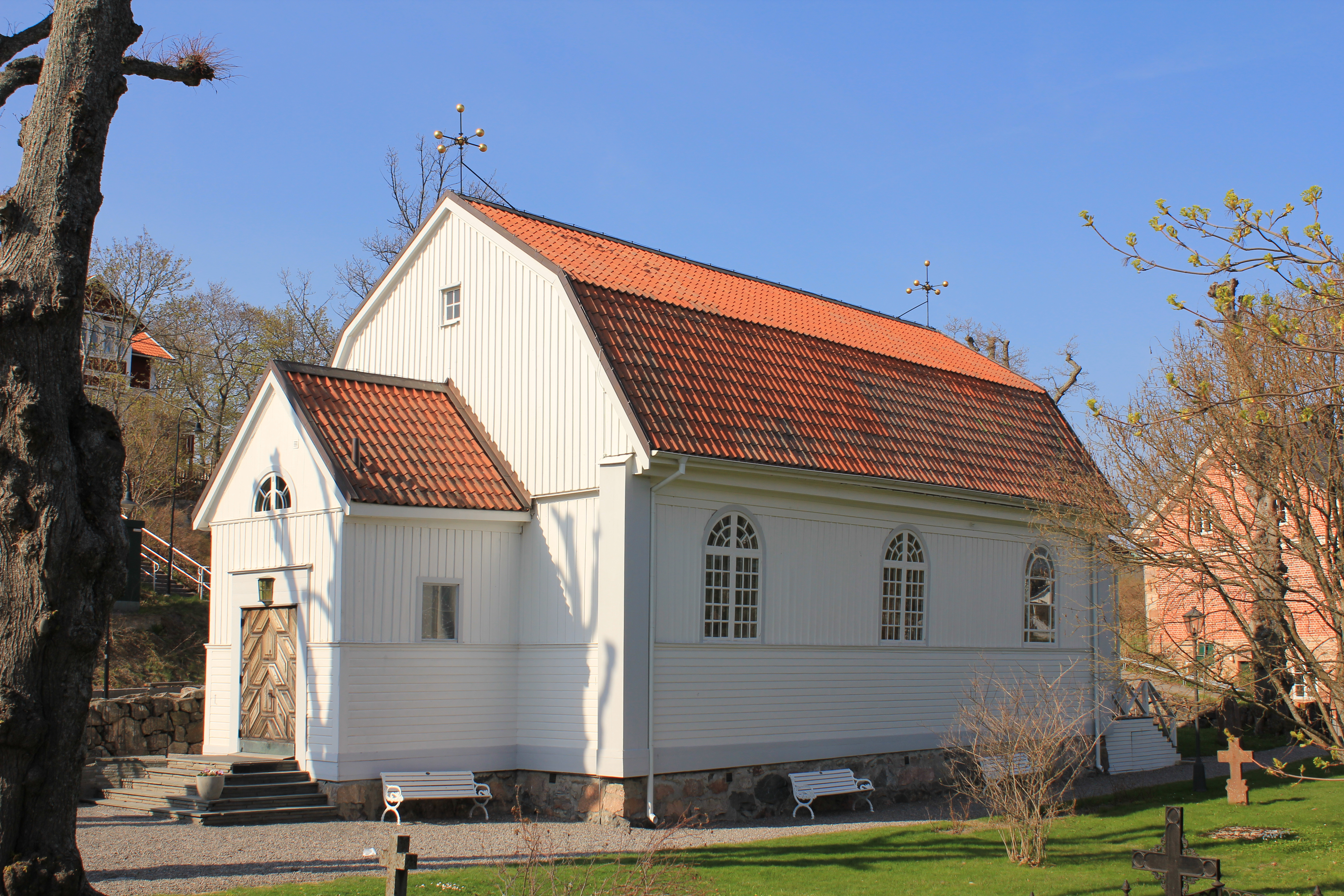
Dalarö kyrka.
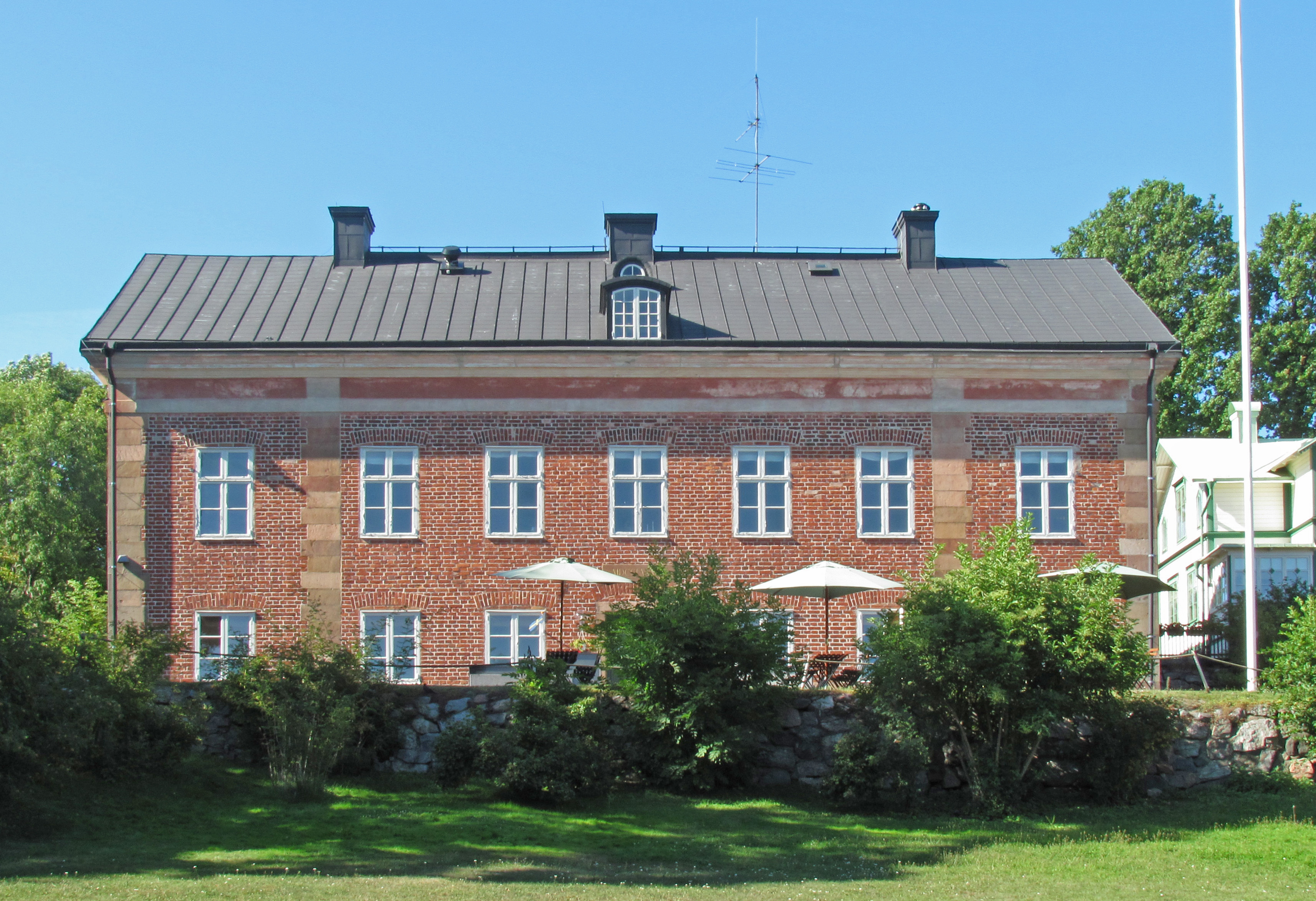
Dalarö tullhus.
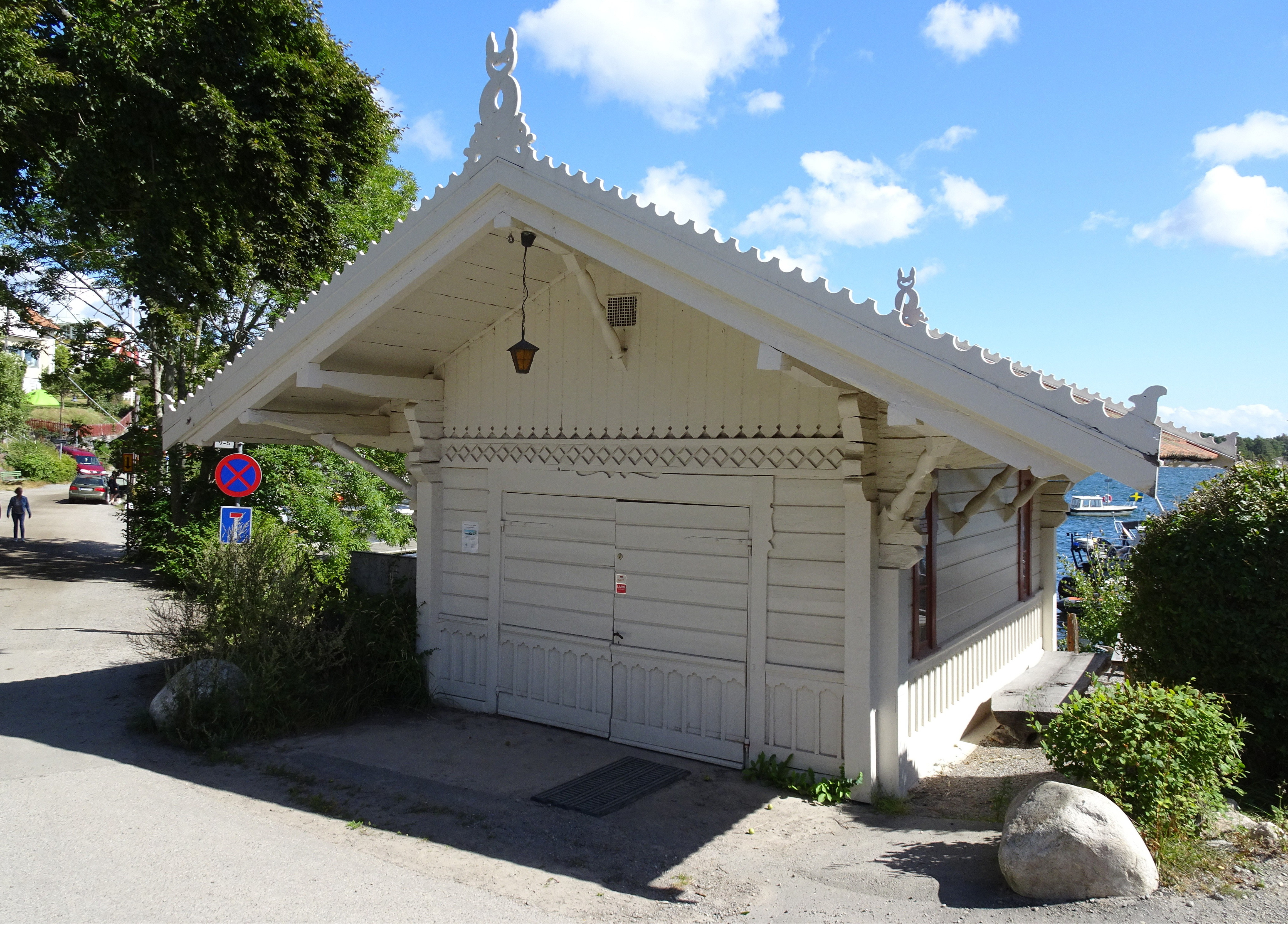
Gamla tullvaktstugan.
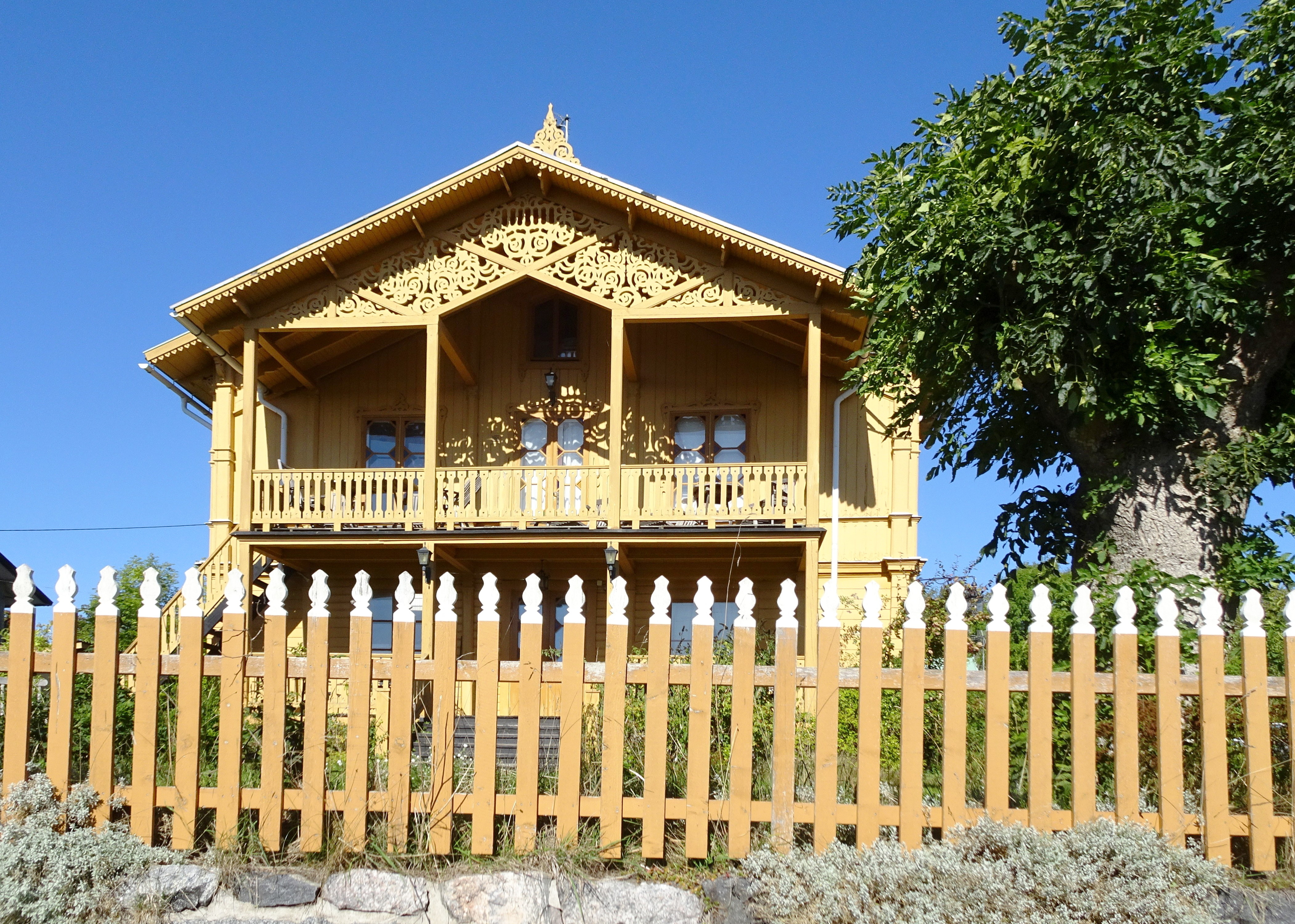
Dalarö societetshus.
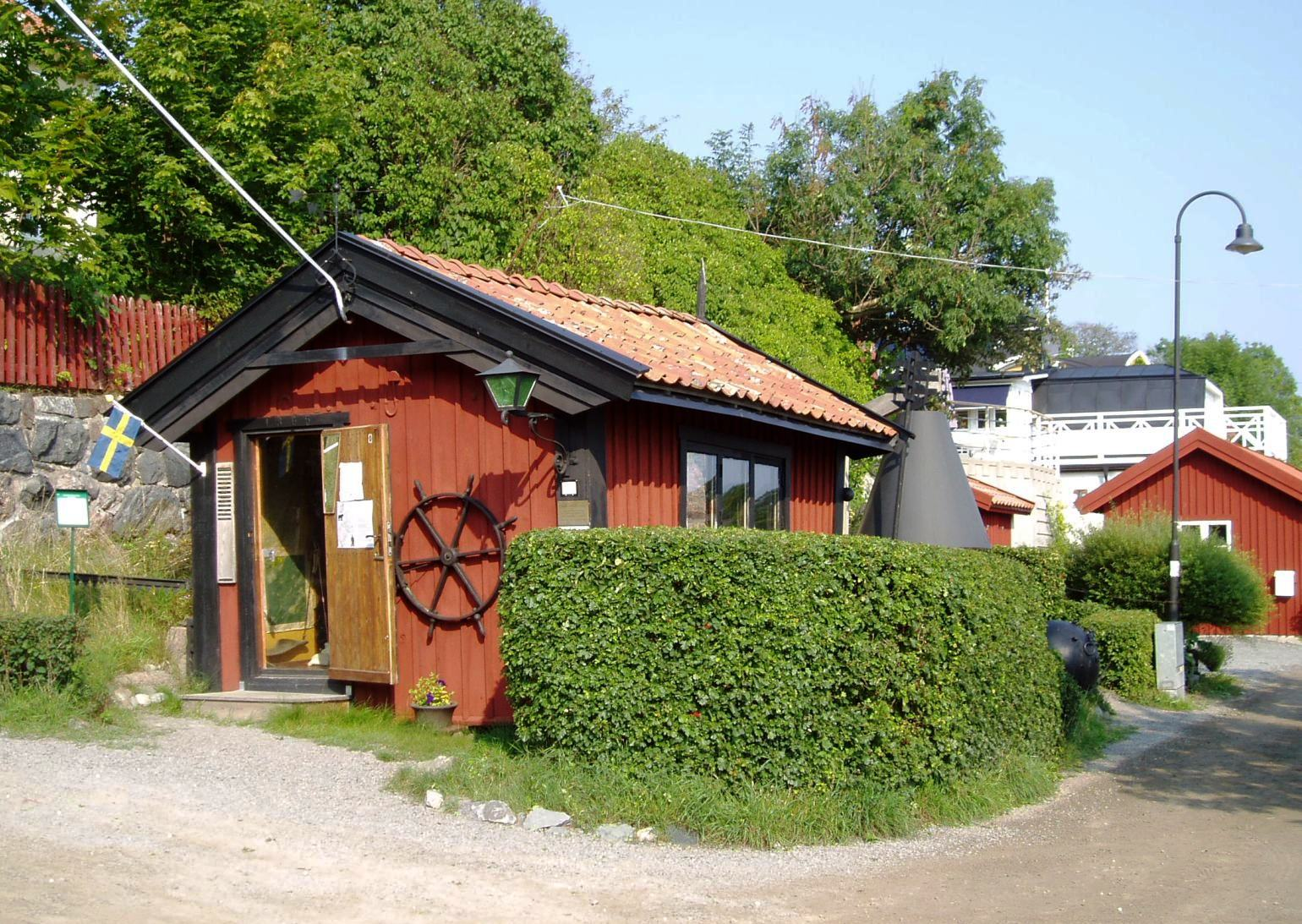
Anders Franzénmuseet.

Orten
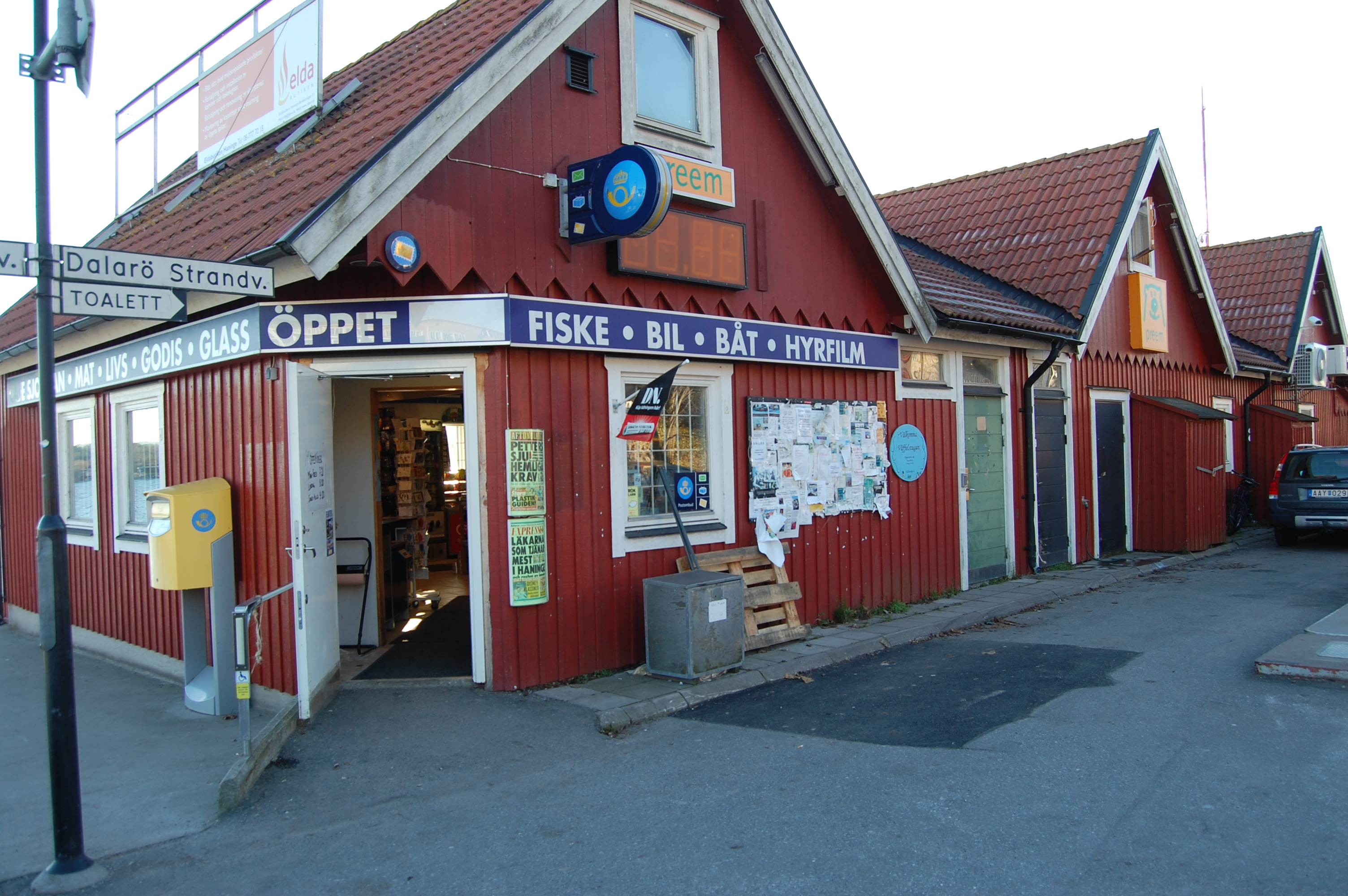
Serviceanläggningen vid Hotellbryggan.
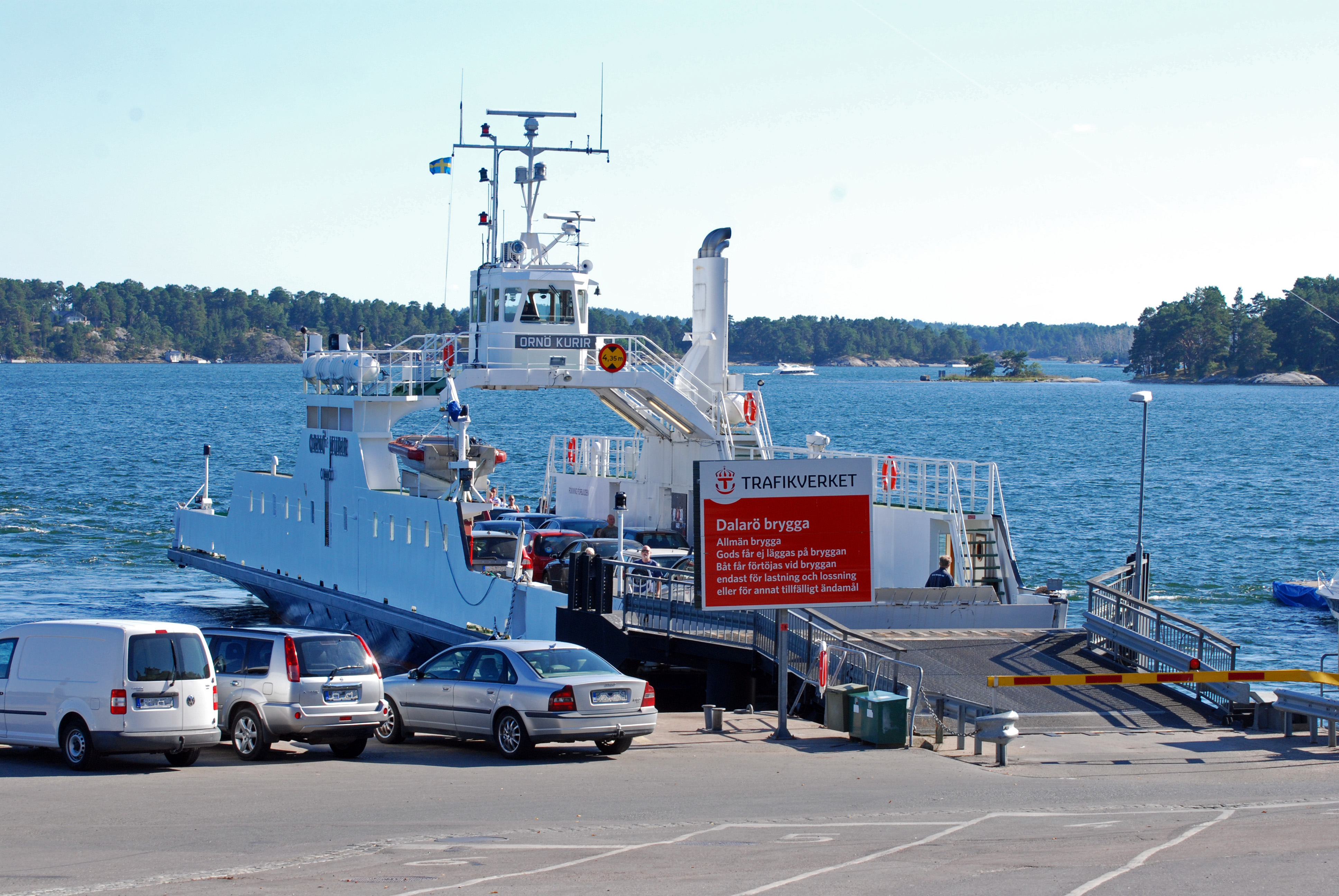
Dalarö brygga med färjan till Ornö / Hässelmara.
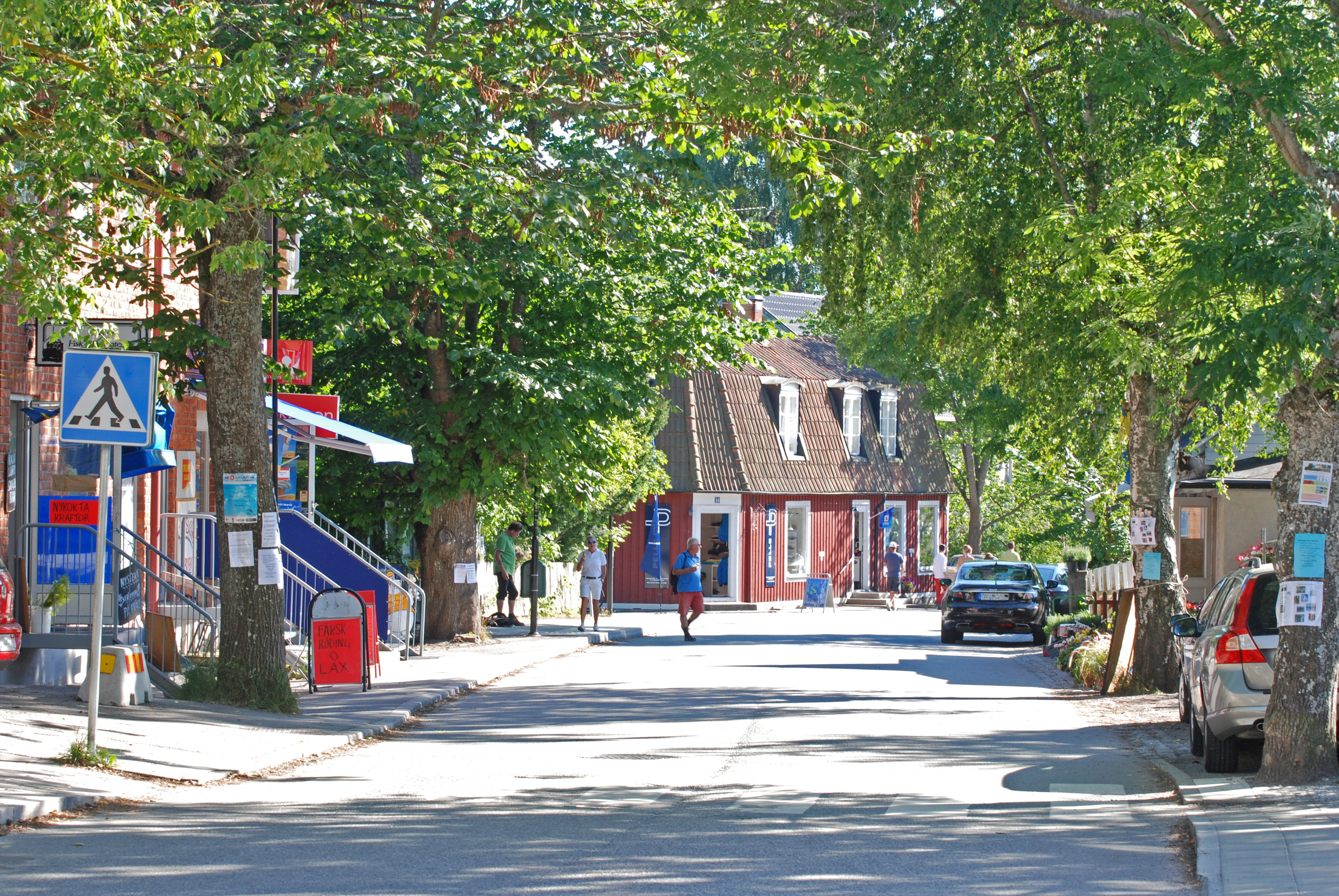
Odinsvägen strax söder om Dalarö torg.
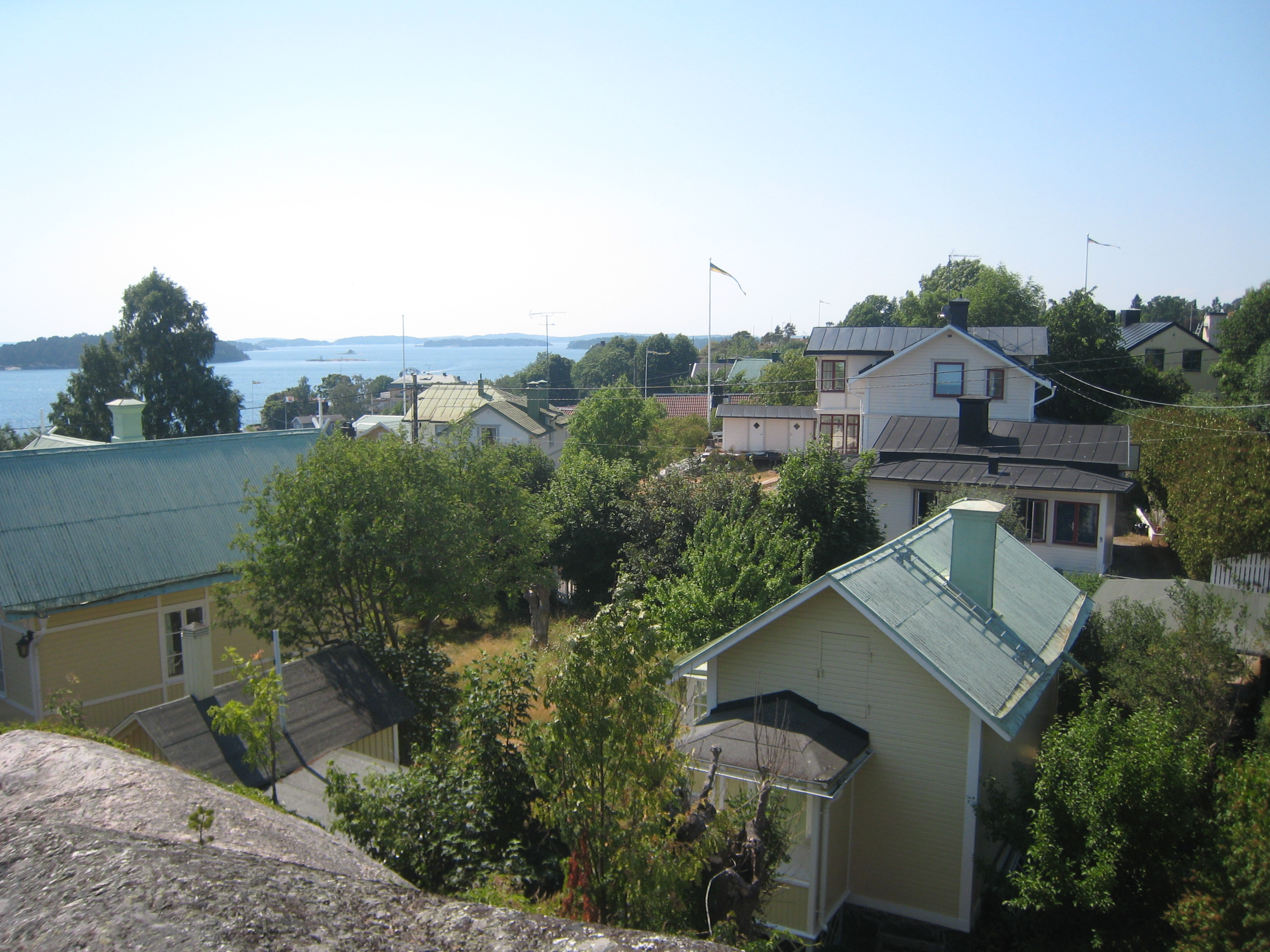
Utsikt från Lotsberget.
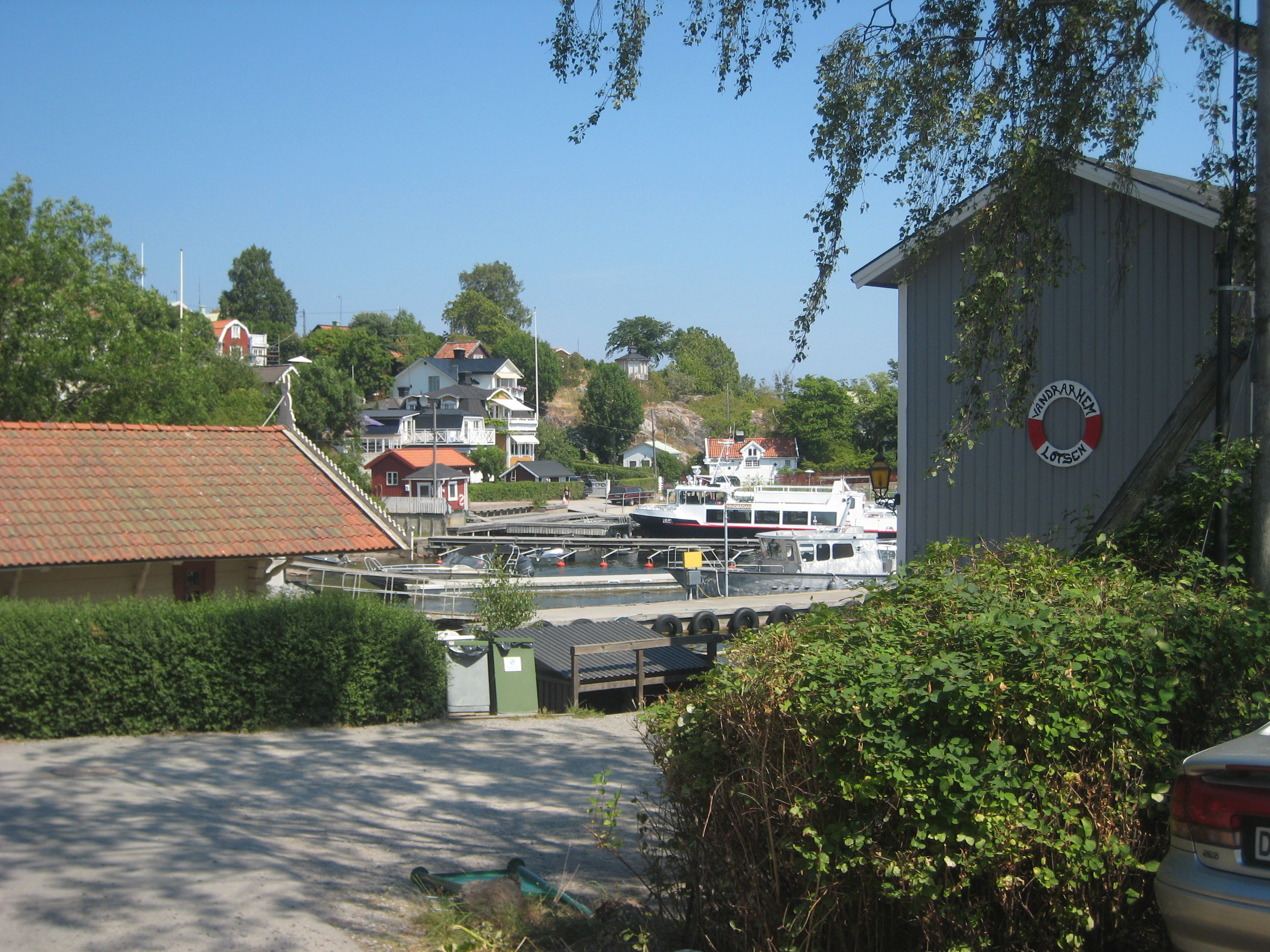
Tullbacken ned mot Fiskarhamnen.

## Kända sommargäster

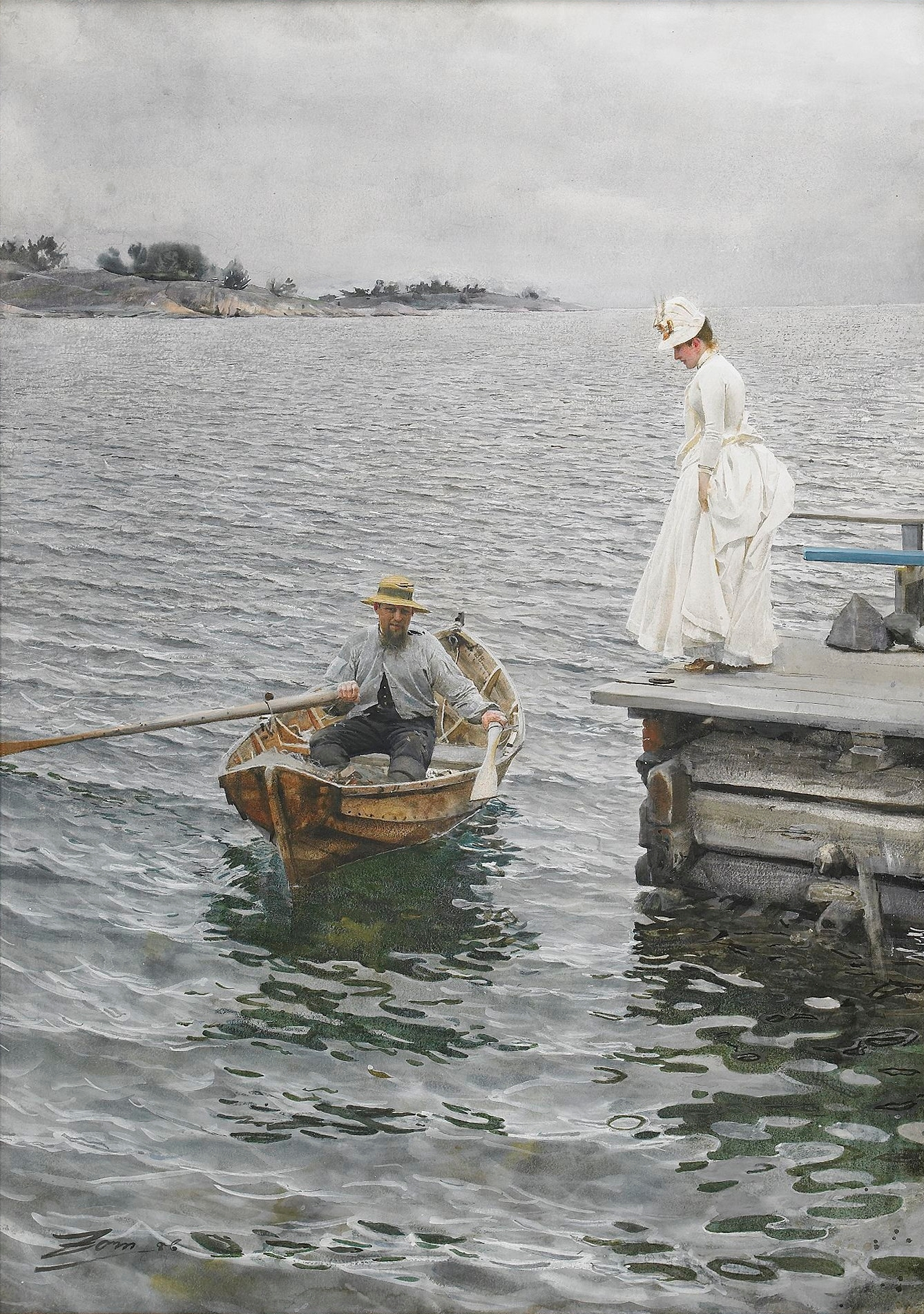
Anders Zorns Sommarnöje, akvarell utförd 1886 på Dalarö.

- Erik Åkerlund

Konstnärerna:
- Anders Zorn
- Per Hasselberg
- Ernst Josephson
- August Hagborg
- August Strindberg
- Robert Thegerström
- Richard Bergh
- Carl Larsson
- Hanna Pauli
- Conny Burman